# Polycarpus Augin Aydın
Polycarpus Augin Aydın – duchowny Syryjskiego Kościoła Ortodoksyjnego, od 2007 biskup Holandii. Sakrę otrzymał 15 kwietnia 2007 roku.